# هارالد کروکن
هارالد کروکن (انگلیسی: Harald Kråkenes; ۸ ژوئیهٔ ۱۹۲۶ – ۱۴ نوامبر ۲۰۰۴) قایقران روئینگ اهل نروژ بود.